# Eucaliptol
Eucaliptolul este un compus organic natural din clasa monoterpenoidelor biciclice, având și funcție eterică. Este un lichid incolor, cu miros similar cu cel de mentă și un gust similar cu mentolul. Este insolubil în apă dar miscibil cu solvenți organici. Constituie până la 90% din uleiul de eucalipt. Formează aducți cu diferiți compuși, ceea ce ajută la purificarea compusului.
Denumirea a fost dată compusului majoritar identificat din uleiul de Eucalyptus globulus (eucalipt) în anul 1870, de către chimistul francez F. S. Cloez.